# Barulhista
Davidson Soares, mais conhecido como Barulhista (Minas Gerais, 15 de junho de 1981), é um compositor, músico e escritor brasileiro.

## Primeiros anos
Filho de pai baterista com mãe cantora de coral evangélico, Davidson realizou seu primeiro show aos 12 anos, na festa de aniversário de um amigo. Além da bateria, instrumento que aprendeu com o pai, Barulhista adotou também o violão para compor, usando-o de forma percussiva. Sua curiosidade por diferentes sonoridades o levou a experimentar com latas, panelas, gravadores de fica cassete e, eventualmente, recursos digitais.
Em 2006, durante uma passagem de som, o técnico responsável observou a parafernália de objetos reaproveitados do músico e, ao chamá-lo, falou "vai, barulhista!", originando seu nome artístico.
Atualmente Barulhista trabalha na produtora de som Janga onde produz trilhas sonoras para Cinema e Publicidade.

## Carreira artística

### Música
Até 2018, o Barulhista havia lançado 13 álbuns individuais.

### Teatro
Barulhista foi responsável pela trilha sonora original dos espetáculos "#140ouvão", "180 Dias de Inverno" (pela qual ganhou o prêmio Usiminas Sinparc de Artes Cênicas) e "Talvez Eu Me Despeça", da Companhia Afeta, "À Tardinha no Ocidente" e "Isso é para a Dor", da Primeira Companhia, "Chão de Pequenos", da Companhia Negra de Teatro, "Fauna", de Quatroloscinco, e "19ª Conferência para o Fim do Mundo".

## Influências
Barulhista destaca como referências o grupo mineiro O Grivo e o músico Babilak Bah, mas transita entre diversos estilos musicais, citando João Gilberto, funk carioca, Stravinski e "os passarinhos que cantam" em sua janela.

## Reconhecimento
O Barulhista é considerado "um dos compositores e produtores mais prolíficos da cena de Belo Horizonte", sendo o "músico mais requisitado por diretores de teatro em Minas Gerais".

## Discografia
- Comecei a ser (2008 - Árvore dos poemas)
- Ferramentas (2008)
- O fascínio da cadeira (2009)
- No envy (2009)
- Possibilitismo (2010)
- Cedinho (2010)
- Mute ou quando Cassia abre os livros (2011)[3]
- Trinca argentina (2012)
- Ssegue (2012)
- Café Branco (2013)[4]
- Hymnos (2014)
- Grushenka (2014)
- Ferramentas (2008)
- Desfiado (2016 - Selo Fluxx)[5]
- O mais distante das palavras (2022)

## Obras publicadas
- Como você diz a alguém que está apaixonado por outra pessoa quando esse alguém é você mesmo? (Livro sonoro / 2021)
- Acompanho nada (Zine / Microcontos / 2019)
- Roça (Livro / Contos / 2013)
- Diário de uma tarde (Zine / poesia / 2007)
- Pessoas nunca estiveram próximas (Zine / poesia / 2003)
- TOSCO MONDO (Zine / poesia / 2003)
- Zone leste is the new Savassi (Zine / Capítulo / 2024)
- Curvex no terceiro olho (Romance / 2025)

## Trilha sonora para Teatro
2025
- Velocidade (Quatroloscinco)

2023
- O Dia Das Mortes Na História De Hamlet (Guilherme Leme)

2022  
- Mata teu pai, ópera-balada (Inez Viana)

2021  
- Como os ciganos fazem as malas (Grupo Galpão)

2020
- (Des) Memória (Yara de Novaes)
- Ficções Sônicas (Grace Passô)
- Na sala com Clarice (Odilon Esteves)

2019
- 4543 um passo por vez (Cynthia Margareth)[6]
- Luta (Teuda Bara)
- Tragédia (Grupo Quatroloscinco - Teatro do Comum)

2018
- O importado (Odilon Esteves)[6]
- O que fazer com o resto das árvores (Larissa Matheus)
- 19a Conferência para o fim do mundo (Mariana Maioline, Michelle Barreto)

2017
- Uma tendência para alegria (Cinco Cabeças, Ronaldo Janotti)
- Manual do Guerrilheiro Urbano (Formatura Cefar, Marina Viana)
- Macunaíma Gourmet  (Pigmalião, escultura que mexe)
- Frágil (Maru Rivera . Igor Godinho)
- Jardins (Rogério Araújo . Camilo Lélis . Kelly Crifer)
- Receitas para não morrer de amor (Ângela Mourão)
- Carvão (Cia Drástica)
- Chão de pequenos (Cia Negra de Teatro)
- Bumm (Grupo Arande . Inês Peixoto)
- Espécie (Igor Leal)

2016
- Brincando em cima daquilo (Ítalo Laureano)
- Fauna (Grupo Quatroloscinco - Teatro do Comum)[7]
- Inventário do corpo (Pedro Henrique, Bremmer Guimarães, Joyce Athie, Carol Cavalcanti, Ana Hadad)

2015 
- Pereiras – Festival de ideias brutas ep.01 + Açougue dos Pereiras (Rodrigo Fidelis, Marina Viana)
- “Ignorância (quatroloscinco . teatro do comum)
- Do lado direito do hemisfério (Cia Afeta)
- Heróis: uma pausa para David (Sua Campainha)
- Ignorância (Grupo Quatroloscinco - Teatro do Comum)
- Do lado direito do hemisfério (Cia Afeta)
- Heróis: uma pausa para David (Sua Campainha)

2014
- A tardinha no ocidente (Primeira Campainha)
- Irmãs Morim (Rogério Araújo, Cris Moreira, Naiara Jardim)
- Talvez eu me despeça (Cia Afeta) * Melhor trilha sonora – 2° Prêmio Copasa Sinparc de Artes Cênicas
- #140ouVao (Cia Afeta)
- Anã Marrom (J. M. Emediato, Ethel Braga)
- Isso é para dor (Primeira Campainha)

2013
- Metamorfose (Grupo Girino)
- 180 dias de inverno (Cia Afeta) * Melhor trilha sonora – 8º Prêmio Sinparc de Artes Cênicas

2007
- Passarim (Grupo Perna de Palco)

## Trilha sonora para Audiovisual
2024
- Malês (Antônio Pitanga)

2021
- Descarrego (J. P. Cuenca e Barulhista)
- Ficções Sônicas (Grace Passô)

2018
- Luna (Cris Azzi)

2015 
- Ainda não (Julia Leite)  Prêmio de melhor trilha sonora do 11o Curta Taquary.
- A única constante da vida é a mudança (Revista Galileu)
- A caixa das memórias guardadas (André Amparo)

2014
- Entre céus (Alice Jardim)
- Os jardins de Adelícia (Fábio Belotte)

2013
- Rua das árvores” (Alice Jardim)
- Criatura” (Nivaldo Vasconcelos) Prêmio de melhor trilha sonora da IV Mostra Sururu de Cinema Alagoano.
- Conexão Cidade (Os Conectores)
- Depois do vale, além do barro (Fábio Belotte)

2012
- Mecanismo Permanente de Memória Essencial (Fábio Belotte)
- Kotkuphi (Isael Maxakali)

2011
- O retrato das coisas que sonhei (Fábio Belotte)
- Vou contar uma história (Gabriel Cevallos)

2009
- Lados (Alexandre Ávila, Alisson Duarte, Dáila Assis, Danielle Marques, Isabella Capanema, Juliana Bessa, Paula Costa, Rita de Cássia Roesberg)
- Uma escolha bem feita é como nascer de novo (Dáila Assis)

## Trilha sonora para dança, performance
2019
- Grão da imagem (Grace Passô) |Performance textual[8]

2018
- Prólogo (Grace Passô) |Performance textual

2016
- Kurô (Sérgio Penna) | Dança
- Incerto Instante (Marise Dinis, Ailton Gobira)

2013
- Processo Provisório (Milene Pimentel) | Poesia

2012
- Viuvez em capítulos – Capítulo 1: O LUTO (Ludmilla Ramalho) | Performance

2010
- Cachaça (Museu da Cachaça de Salinas) | Instalação

2009
- fuss (Lecy Pereira) | Poesia

2006
- Piano II (Iara Abreu) | Pintura

2005
- En_saio (Gabriela Cristófaro) | Dança